# HMS C30
HMS C30 – brytyjski okręt podwodny typu C. Zbudowany w latach 1908–1909 w  Zakładach Vickers w Barrow-in-Furness. Okręt został wodowany 19 lipca 1909 roku i rozpoczął służbę w Royal Navy 11 października 1910.
W 1913 roku dowódcą był Lt. Cdr. Godfrey Herbert.
W 1914 roku C30 stacjonował w Leith przydzielony do Siódmej Flotylli Okrętów Podwodnych (7th Submarine Flotilla) pod dowództwem Allana Polanda.
W sierpniu 1921 roku okręt został sprzedany i zezłomowany.